# Uneča
Uneča è una città della Russia europea sudoccidentale (Oblast' di Brjansk), situata sull'alto corso del fiume omonimo, 140 km a sudovest del capoluogo Brjansk; dipende amministrativamente dal distretto omonimo, del quale è anche capoluogo.

## Società

### Evoluzione demografica
Fonte: mojgorod.ru
- 1939: 14.000
- 1959: 16.500
- 1970: 21.700
- 1989: 28.600
- 2007: 27.600